# Музей Жукова
Филиал Музея Победы «Музей Г. К. Жукова» расположен в городе Жуков Калужской области.

## История музея
Музей основан Александром Дмитриевичем Терешиным (1912—1985) в 1960 году в селе Угодский завод недалеко от деревни Стрелковка, где родился Жуков. Основой коллекции стали вещи, подаренные лично Жуковым. Уникальная часть фонда: фонд вещей и печатных работ Жукова, коллекция фотографий Жукова, подарков ему.
Здание построено по проекту заслуженного архитектора России Е. И. Киреева. Создателям комплекса (Е. И. Кирееву, Н. И. Алмазову, А. В. Степанову и В. П. Чурину) была присуждена Государственная премия им. Жукова в области искусства.

## Музей в настоящее время
Музей относится к ведению Минкульта Калужской области и входит в Ассоциацию музеев России.
Он занимает 534 квадратных метра экспозиционно-выставочной площади, 86 м² отведено под временные выставки, фондохранилища расположены на 210 м².
В среднем в год музей принимает 15140 посетителей.
Музей содержит 7400 единиц хранения, из них 2400 предметов основного фонда.
В состав входят архив, научная библиотека, на территории находится киоск, лекторий или кинозал.
В музее работает 34 сотрудника, из них 8 научных. Директор — Маргарита Александровна Фёдорова.
Адрес дирекции: 249191, Калужская область, г. Жуков, ул. Советская, 1

## Основные экспозиции и экскурсии
- Жизнь и деятельность Г. К. Жукова
- Диорама «Штурм Берлина»

Основные коллекции:
- более пяти тысяч предметов личной библиотеки Жукова
- маршальская форма, охотничьи и рыболовные снасти, принадлежавшие Жукову
- подарки Жукову

В близлежащей деревне Стрелковка расположена архитектурно-скульптурная композиция «Родина маршала Г. К. Жукова» в, созданная заслуженным скульптором России В. Х. Думаняном.

## Планирование визита
Адрес: 249191, Калужская область, г. Жуков, ул. Советская, 1
Режим работы: Ежедневно с 10.00 до 17.00, кроме понедельника и последней пятницы месяца.
Памятные даты и ежегодные мероприятия:
- 9 мая — День Победы
- 18 мая — Международный день музеев
- 1 декабря — День рождения Г. К. Жукова